# Soubré (departement)
Soubré är ett departement i Elfenbenskusten. Det ligger i regionen Nawa, i den sydvästra delen av landet, 180 km sydväst om huvudstaden Yamoussoukro.